# آرامگاه ابوالفتح و برادرش
آرامگاه ابوالفتح و برادرش مربوط به سده ۷ ق - معاصر است و در شهرستان تایباد، شهر تایباد - ابتدای ورودی شهر - مزار شهدای گمنام واقع شده و این اثر در تاریخ ۲۵ آبان ۱۳۸۴ با شمارهٔ ثبت ۱۳۸۷۰ به‌عنوان یکی از آثار ملی ایران به ثبت رسیده‌است.